# Veterník
Veterník este o arie protejată (arie specială de conservare — SAC, sit de importanță comunitară — SCI) din Slovacia întinsă pe o suprafață de 21,38 ha, integral pe uscat.

## Localizare
Centrul sitului Veterník este situat la coordonatele 48°49′03″N 17°13′58″E / 48.817428°N 17.232658°E.

## Înființare
Situl Veterník a fost declarat sit de importanță comunitară în septembrie 2015 pentru a proteja 1 specie de plante și 2 specii de animale. Situl a fost protejat și ca arie specială de conservare în octombrie 2017.

## Biodiversitate
Situată în ecoregiunile alpină și panonică, aria protejată conține 5 habitate naturale: Tufărișuri subcontinentale peripanonice, Fânețe de joasă altitudine (Alopecurus pratensis, Sanguisorba officinalis), Păduri aluvionare cu Alnus glutinosa și Fraxinus excelsior (Alno-Padion, Alnion incanae, Salicion albae), Pajiști uscate seminaturale și facies de acoperire cu tufișuri pe substraturi calcaroase (Festuco-Brometalia) (* situri importante pentru orhidee), Pajiști uscate seminaturale și facies de acoperire cu tufișuri pe substraturi calcaroase (Festuco-Brometalia) (* situri importante pentru orhidee).
La baza desemnării sitului se află mai multe specii protejate:
- plante (1): sisinei (Pulsatilla grandis)
- nevertebrate (2): fluturele de noapte (Eriogaster catax), rădașcă (Lucanus cervus)